# Recopa de la Concacaf 1993
La Recopa de 1993 fue la segunda edición de la Recopa de la Concacaf. El torneo que comenzó el 10 de noviembre de 1992 y finalizó el 1 de agosto de 1993.
El campeón del certamen fue el Monterrey, que fue el líder del el grupo final al Club Deportivo Luis Ángel Firpo de El Salvador, Real Club Deportivo España de Honduras y al Club Social y Deportivo Suchitepéquez de Guatemala en el cuarto lugar.

## Equipos participantes
En cursiva los equipos debutantes en el torneo.
| País                         | Equipo                     | Vía de clasificación                    |
| ---------------------------- | -------------------------- | --------------------------------------- |
| México · 1 cupo              | CF Monterrey               | Campeón Copa Mexico 1991-92             |
| Honduras 1 cupo              | Real CD España             | Campeón Copa de Honduras 1992           |
| El Salvador · 1 cupo         | CD Luis Ángel Firpo        | Desconocido                             |
| Guatemala · 1 cupo           | CSD Suchitepéquez          | Desconocido                             |
| Martinica 1 cupo             | US Robert                  | Desconocido                             |
| Estados Unidos 1 cupo        | San Jose Oaks SC           | Campeón US Open Cup 1991-92             |
| Guadalupe 1 cupo             | Solidarité Scolaire        | Campeón Copa de Guadalupe 1992          |
| Guayana Francesa 1 cupo      | AS Javouhey Mana           | Campeón Copa de la Guyana Francesa 1992 |
| Nicaragua · 1 cupo           | Bautista FC                | Desconocido                             |
| Surinam 1 cupo               | Politie Voetbal Vereniging | Campeón Copa de Surinam 1992            |
| Antillas Neerlandesas 1 cupo | Lion Hill Spliff           | Desconocido                             |
| Belice 1 cupo                | La Victoria                | Desconocido                             |

## Zona Norteamericana
| 18 de noviembre de 1992 | San Jose Oaks   | 1:4 (0:2) | Monterrey                                                   | Spartan Stadium, San José      |                                |
|                         | John Hughef 78' |           | Carlos Alberto Bianchezi 14' 70' 90' · Sergio Verdirame 22' | Asistencia: 5,000 espectadores | Asistencia: 5,000 espectadores |

| 1 de diciembre de 1992 | Monterrey | 6:0 (0:0) (Global 10:1) | San Jose Oaks | Estadio Tecnológico, Monterrey                                    |                                                                   |
|                        | Carlos Alberto Bianchezi 72' 78' · Gerardo Jiménez 67' · Porfirio Jiménez 69' · Luis Hernández 82' · Sergio Verdirame 88' |                         |               | Asistencia: 4,500 espectadores Árbitro(s): José Víctor Chinchilla | Asistencia: 4,500 espectadores Árbitro(s): José Víctor Chinchilla |

Monterrey clasificado por marcador global de (10-1)

## Zona Centroamericana

### Suchitepéquez - Bautista
| Equipo Local Ida | Resultado | Equipo Visitante Ida | Ida   | Vuelta |
| ---------------- | --------- | -------------------- | ----- | ------ |
| Suchitepequéz    | 5 - 3     | Bautista             | 4 - 2 | 1 - 1  |

### Real España - La Victoria
| 12 de diciembre de 1992 | La Victoria                       | 2:3 | Real España                                           | Belmopán, Belice |  |
|                         | Charles Usber ?' · Zhari Pandy ?' |     | Luis Vallejo ?' · Carlos Pavón ?' · Erick Gallegos ?' |                  |  |

| 19 de diciembre de 1992 | Real España                                               | 5:0 (Global 8:2) | La Victoria | Estadio Francisco Morazán, San Pedro Sula |  |
|                         | Erick Gallegos ?' · Carlos Pavón ?' · Nahamán González ?' |                  |             |                                           |  |

Real España clasificado por marcador global de (8-2)

## Zona del Caribe

### Ronda preliminar
| Equipo Local Ida    | Resultado | Equipo Visitante Ida       | Ida   | Vuelta |
| ------------------- | --------- | -------------------------- | ----- | ------ |
| Solidarité Scolaire | 5 - 0     | Lion Hill Spliff           | 5 - 0 | -      |
| AS Javouhey Mana    | 0 - 4     | Politie Voetbal Vereniging | 0 - 0 | 0 - 4  |

- El partido de vuelta no se jugó porque el marcador de ida era muy abultado.

### Primera ronda
| Equipo Local Ida           | Resultado      | Equipo Visitante Ida | Ida   | Vuelta |
| -------------------------- | -------------- | -------------------- | ----- | ------ |
| Politie Voetbal Vereniging | 3 - 3 (3-5 p.) | Solidarité Scolaire  | 2 - 2 | 1 - 1  |

### Segunda ronda
| Equipo Local Ida | Resultado | Equipo Visitante Ida | Ida   | Vuelta |
| ---------------- | --------- | -------------------- | ----- | ------ |
| US Robert        | 4 - 3     | Solidarité Scolaire  | 4 - 1 | 0 - 2  |

## Repechaje por la ronda final
| 10 de febrero de 1993 | US Robert                          | 2:1 (1:0) | Monterrey                | Estadio do Pacaembu, Martinica |                                |
|                       | Marie Luce 16' · Robert Bounge 65' |           | Robert Bounge 70' (a.g.) | Asistencia: 7,000 espectadores | Asistencia: 7,000 espectadores |

| 10 de marzo de 1993 | Monterrey                           | 2:0 (0:0) (1:0 t. s.)(Global 3:2) | US Robert | Estadio Tecnológico, Monterrey |  |
|                     | Juan Antonio Flores Barrera 60' 92' |                                   |           |                                |  |

Monterrey clasificado por marcador global de (3-2)

## Ronda final
Jugado en Los Ángeles, Estados Unidos.
| 28 de julio de 1993                    | Monterrey           | 1:1 (0:0) | Real España      | Nou Camp Stadium, Los Ángeles |  |
|                                        | Gerardo Jiménez 75' |           | Edgardo Soto 58' |                               |  |
| Richard Tavares expulsado al minuto 67 |                     |           |                  |                               |  |

| 28 de julio de 1993 | Luis Ángel Firpo | 6:1 | Suchitepéquez | Nou Camp Stadium, Los Ángeles |  |

| 30 de julio de 1993 | Luis Ángel Firpo | 0:0 | Real España | Nou Camp Stadium, Los Ángeles |  |

| 30 de julio de 1993 | Suchitepéquez | 0:2 (0:0) | Monterrey                                   | Nou Camp Stadium, Los Ángeles |  |
|                     |               |           | Carlos Bianchezi 79' · Edgar Plascencia 87' |                               |  |

| 1 de agosto de 1993 | Real España                                                                                 | 8:0 | Suchitepéquez | Nou Camp Stadium, Los Ángeles |  |
|                     | Carlos Pavón ?' · Norman Martínez ?' · Luis Vallejo ?' · Daniel Uberti ?' · Emilson Soto ?' |     |               |                               |  |

| 1 de agosto de 1993 | Monterrey                                                           | 4:3 (1:1) | Luis Ángel Firpo                                             | Nou Camp Stadium, Los Ángeles |  |
|                     | Sergio Verdirame 18' 63' · Gerardo Jiménez 67' · Luis Hernández 73' |           | Raúl Toro Basáez 30' (pen.) 53' (pen.) · Celio Rodríguez 60' |                               |  |

### Clasificación
| Equipo           | PJ | PG | PE | PP | GF | GC | Dif. | Pts. |
| ---------------- | -- | -- | -- | -- | -- | -- | ---- | ---- |
| Monterrey        | 3  | 2  | 1  | 0  | 7  | 4  | +3   | 5    |
| Real España      | 3  | 1  | 2  | 0  | 9  | 1  | +8   | 4    |
| Luis Ángel Firpo | 3  | 1  | 1  | 1  | 9  | 5  | +4   | 3    |
| Suchitepéquez    | 3  | 0  | 0  | 3  | 1  | 16 | -15  | 0    |

| Campeón Monterrey 1° título |